# Смарано
Смарано (итал. Smarano) је насеље у Италији у округу Тренто, региону Трентино-Јужни Тирол.
Према процени из 2011. у насељу је живело 502 становника. Насеље се налази на надморској висини од 988 м.

## Становништво
Према резултатима пописа становништва 2011. у општини је живело 509 становника.
| 1931. | 1936. | 1951. | 1961. | 1971. | 1981. | 1991. | 2001. | 2011. |
| ----- | ----- | ----- | ----- | ----- | ----- | ----- | ----- | ----- |
| 356   | 372   | 386   | 358   | 293   | 297   | 327   | 441   | 509   |